# Близнаци (област Варна)
 За другото българско село вижте Близнаци (Област Шумен).  
Близна̀ци е село в Североизточна България, община Аврен, област Варна.

## География
Село Близнаци се намира на около 18 km южно от областния център град Варна, 17 km юг-югоизточно от общинския център село Аврен, 3 – 4 km от брега на Черно море и 4 – 5 km на север–северозапад от устието на река Камчия. Разположено е в най-югоизточната част на Дунавската равнина, в южното подножие на Авренското плато (Момино плато). Климатът е континентално-средиземноморски с черноморско климатично влияние. Почвите в землището му са преобладаващо черноземни.
Надморската височина в центъра на селото при сградата на кметството е около 90 m, нараства в северозападния край до около 140 – 150 m и в югозападния – до около 100 – 120 m, а намалява на изток до около 70 m и между северната и южната части на селото – до около 50 – 60 m.
Покрай Близнаци от запад минава главният път Варна – Бургас, по който на около 4 km северозападно е село Приселци, а на около 10 km на юг-югозапад отвъд река Камчия е село Старо Оряхово. Застроено е в приблизително направление север – юг на около 3 km дължина, с ясно обособени северна и южна части, съответстващи на двете села, чрез чието сливане е създадено село Близнаци.
Населението на село Близнаци, наброявало 2196 души при преброяването към 1934 г. намалява до 643 към 1985 г. и наброява 949 (по служебен документ на НСИ от 31.12.2023 г.) към 2023 г.
Етническият състав на населението по численост и дял на етническите групи според преброяването през 2011 г. е:
|                     | Численост | Дял (в %) |
| Общо                | 768       | 100.00    |
| Българи             | 706       | 91.92     |
| Турци               | 15        | 1.95      |
| Цигани              | 7         | 0.91      |
| Други               | ?         | ?         |
| Не се самоопределят | ?         | ?         |
| Неотговорили        | 23        | 2.99      |

## История
В землището на селото е открит късноантичен каменен реликварий и се предполага, че може би там е имало и църква.
В околностите на Близнаци има развалини от праисторическо и трако-римско селище и основи на църква (вероятно късноантична). При устието на река Камчия са открити останки от римската крайпътна станция Ерите. На около 3,5 km южно от селото, от двете страни на устието на Яйленска река, са останките от старобългарски укрепителен вал от 8 – 9 век.
Село Близнаци е образувано с Указ 582 на Народното събрание от 29 декември 1959 г. (ДВ, бр. 104 от 29 декември 1959 г.) при сливането на бившите села Горен Близнак (северната част на село Близнаци) и Долен Близнак (южната му част) в тогавашните община Приселци, Варненски окръг.
В книга, която излиза в Петербург през 1822 г. под заглавие „Военнотопографско описание на крайбрежния път на Черно море“, са описани от руски топографи местностите около пътя, който води от Тулча до Цариград. За територията на село Близнаци (село Петрикьой – както е записано в книгата) пише следното (в превод от руски език): „... достигаш Българското село Петрикьой, лежащо на десния бряг на рекичката Паша-дере ... Две версти по-нататък (на юг) лежи на пътя в полегата долина селото Петрикьой, обитавано от турци.“
Двете съставни селища се споменават в османотурски документи от 1573 г. (Яйла) и 1676 г. (Петре). След Освобождението 1878 г. в тях се заселват българи от Малкотърновско и Ивайловградско, а през 1913 г. – от Одринско и Лозенградско.
Според данни в тогавашен варненски общински вестник, през ноември 1888 г. в Петре (Долен Близнак) има епизоотично огнище на шарка по овцете, поради което Варненското градско-общинско управление временно не допуска в града добитък от селото. През 1914 г. в селото функционира държавна жребцова станция под контрола на варненския окръжен ветеринарен лекар.
Основното училище „Васил Левски“ е открито на 1 ноември 1884 г. Пръв учител е Никола Василев. Закрито е през 2008 г. като началното училище „Васил Левски“.
Народното читалище „П. Р. Славейков“ е основано през 1928 г. Първи председател е Ангел Павлов Георгиев.

## Обществени институции
Село Близнаци към 2024 г. е център на кметство Близнаци.
В село Близнаци към 2024 г. има:
- действащо читалище „П. Р. Славейков - 1928 г.“;[19][20]
- православна църква „Свети Николай“;[21]
- Целодневна детска градина „Морско конче“, село Близнаци;[22]
- пощенска станция.[23]

## Религии
Православният храм „Свети Архангел Михаил“, намиращ се в северната част на селото (бившето село Горен Близнак), е действащ от 25 май 1902 г.

## Културни и природни забележителности
На около 2,5 km югоизточно от село Близнаци на брега на Черно море има плаж, до който от селото се отива по черен път.
Южно от Близнаци, на северния бряг на река Камчия при устието ѝ се намира курортният комплекс Камчия, до който от селото води асфалтов път. В долното течение на реката се намират защитената местност „Ло̀нгоза“ и резерватът Камчия.

## Редовни събития
На 24 май всяка година в селото се организира събор.